# فردی کینگ
فرِدی کینگ (انگلیسی: Freddie King؛ ۳ سپتامبر ۱۹۳۴ – ۲۸ دسامبر ۱۹۷۶) گیتارنواز و خوانندهٔ برجستهٔ موسیقی بلوز اهل ایالات متحدهٔ آمریکا بود. او بین سال‌های ۱۹۵۲ تا ۱۹۷۶ میلادی فعالیت می‌کرد و به همراه بی بی کینگ و آلبرت کینگ یکی از سه پادشاه (King) گیتار الکتریک بلوز به شمار می‌رود.
شیوهٔ خوانندگی توانا و روح‌بخش فردی کینگ و سبک گیتارنوازی منحصربه‌فردش که مایه از سنت‌های موسیقایی بلوز تگزاس و شیکاگو می‌گرفت، الهام‌بخش موسیقی‌دانان بسیاری شده است. نامش در سال ۲۰۱۲ به تالار مشاهیر راک اند رول راه یافت.